# Robin
Robin è un personaggio immaginario dei fumetti creato da Bill Finger e Bob Kane; esordì nel 1940 sulla rivista Detective Comics (vol. 1) n. 38, edita dalla DC Comics. È il giovane assistente di Batman, divenendo così il primo supereroe adolescente. Successivamente divenne anche leader dei Giovani Titani. Con il tempo è stato l'alter ego di diversi personaggi della DC Comics.

## Caratterizzazione del personaggio

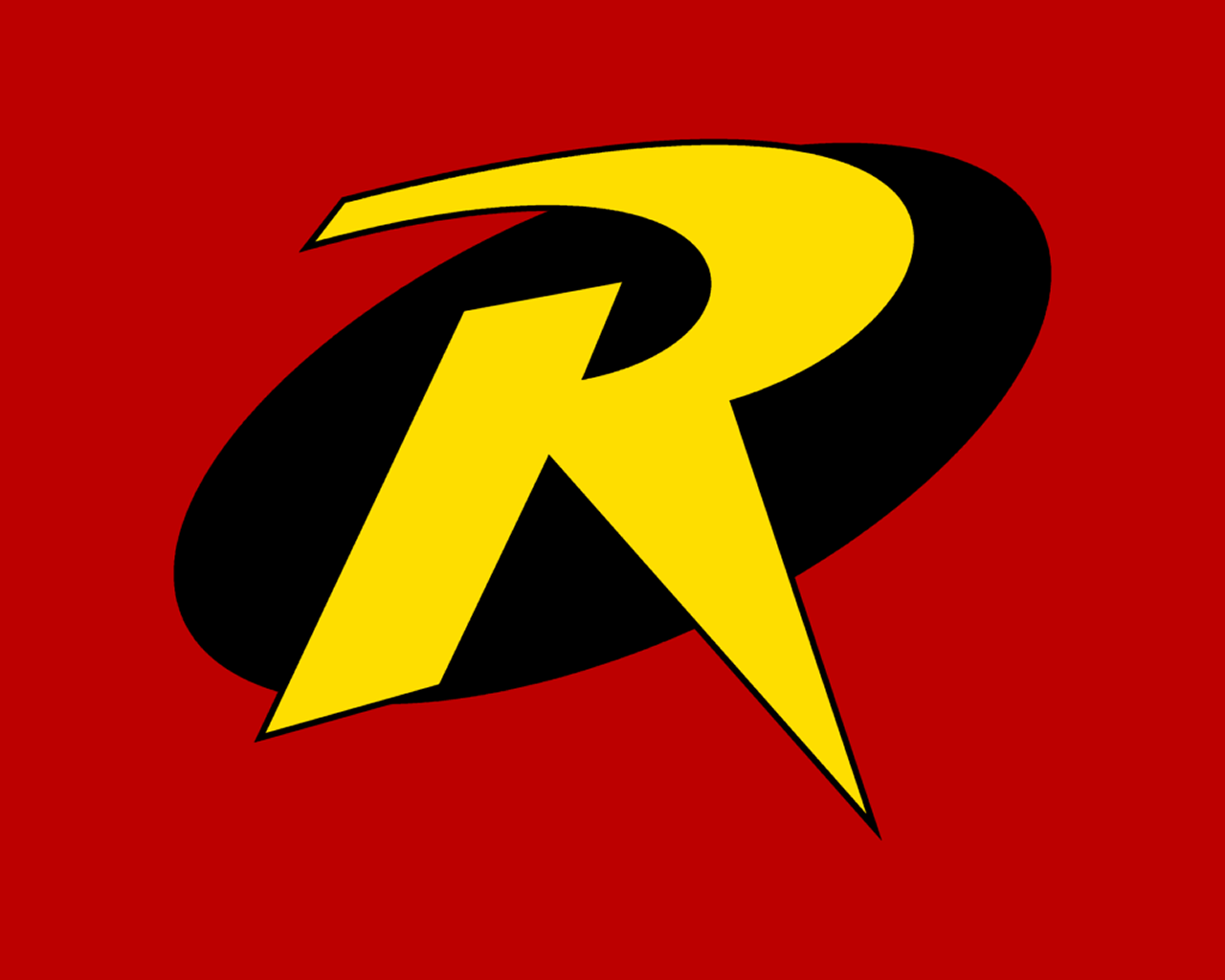
Lo stemma di Robin

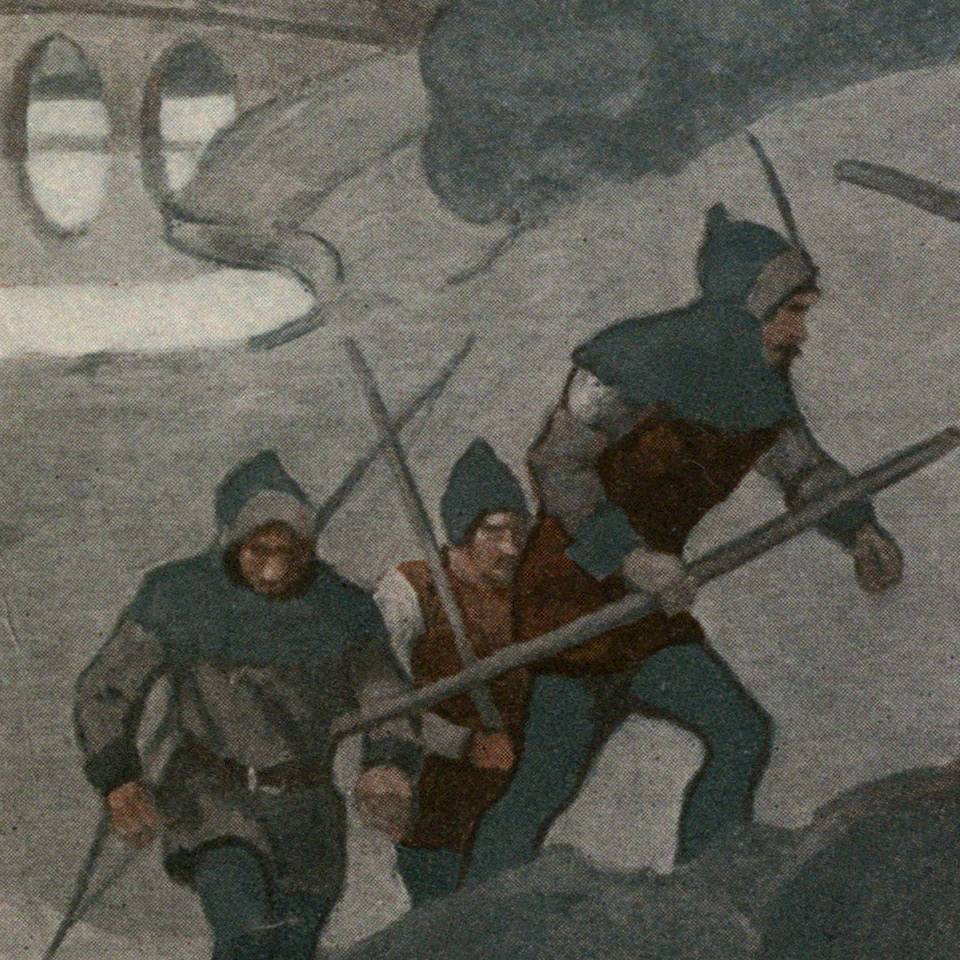
Personaggi tratti da un'illustrazione di N. C. Wyeth per Robin Hood (1917) di Paul Creswick. Il loro look ispirò a Jerry Robinson il design di Robin.

Venne introdotto per alleggerire il tono delle storie di Batman - fino all'introduzione del personaggio, Batman uccideva i criminali, non li catturava - in modo che fossero più fruibili da un pubblico di adolescenti. Robin ha avuto diverse incarnazioni tutte quante di personaggi che potevano essere considerati orfani, al pari di Bruce Wayne. Tutti coloro che hanno indossato il costume di Robin sono stati addestrati da Batman alla lotta, esperti in criminologia e addestrati nell'uso di diverse armi e alla tecnologia.
Il personaggio è stato originariamente creato da Bob Kane, Bill Finger e Jerry Robinson, per fungere da controparte più giovane e da spalla di Batman. Come squadra, Batman e Robin sono stati comunemente indicati come il Duo Dinamico. La prima incarnazione del personaggio, Dick Grayson, ha debuttato in Detective Comics # 38 (aprile 1940). Concepito come un modo per attirare i giovani lettori, Robin ha ottenuto un'accoglienza estremamente positiva dalla critica, raddoppiando le vendite dei titoli di Batman. Ha fatto apparizioni regolari nei fumetti relativi a Batman e in altre pubblicazioni della DC Comics dal 1940 fino all'inizio degli anni '80, fino a quando il personaggio ha messo da parte l'identità di Robin ed è diventato il supereroe indipendente Nightwing.

## Incarnazioni del personaggio
- Dick Grayson, il primo e più famoso Robin. Insieme ai suoi genitori John e Mary Grayson, formava la famiglia di famosi acrobati noti come "Grayson volanti". All'età di dodici anni vide morire i suoi genitori (uccisi dal boss mafioso gothamita Tony Zucco). Rimasto solo al mondo, viene adottato da Bruce Wayne; quando scopre che quest'ultimo è Batman, decide di unirsi a lui nella lotta contro la criminalità, diventando così il primo Robin. Oggi è noto come Nightwing ed è il leader degli Outsiders; è uno dei più grandi esperti di arti marziali del mondo DC ed è l'acrobata più abile del mondo.
- Lance Bruner. È figlio di un grande amico di Thomas Wayne, padre di Bruce Wayne, che muore dopo un incidente. Prenderà la maschera di Robin per aiutare Batman a sconfiggere Grantland Stark, un ladro che ha rubato milioni di dollari di petrolio, ma morirà sacrificandosi per Batman.
- Jason Todd, il secondo e sfortunato Robin, un giovane ladruncolo di strada in cui Batman riuscirà però a scorgere le caratteristiche giuste che potrebbero farne un vero eroe. Tuttavia non molto tempo dopo che quest'ultimo sarà divenuto il nuovo Robin, mentre stava cercando le tracce della madre, creduta fino ad allora morta, verrà ucciso insieme a quest'ultima dal Joker (Batman: Una morte in famiglia). Ritornerà in vita per via degli avvenimenti legati a Crisi infinita e deciderà di diventare un giustiziere violento e letale, assumendo l'identità segreta del Cappuccio Rosso. Jason è un grande esperto di armi da fuoco ed esplosivi.
- Tim Drake, il terzo Robin, che si è presentato al pubblico con un costume rinnovato (i pantaloni al posto dei mutandoni), a differenza dei primi, non è orfano, ma con un padre malato. Dopo il ritorno all'attività entra a fare parte dei Giovani Titani con il nome di Red Robin, ha un'intelligenza e conoscenza chimica meccanica fuori dal normale;
- Stephanie Brown, che prende il posto del fidanzato Tim Drake, ritiratosi dall'attività per un breve periodo di riflessione, durante il quale promette al padre di non indossare mai più il manto di Robin, apparentemente uccisa dal criminale Maschera Nera nel ciclo Tamburi di guerra, ritornerà poi con il nome di Spoiler.
- Damian Wayne, figlio di Bruce Wayne e Talia al Ghul, che veste i panni di Robin nella saga Batman & Son, dove lascia quasi in fin di vita l'"usurpatore" (secondo Damian) Tim Drake. Anche Damian nell'albo Batman Incorporated n.8 verrà ucciso durante uno scontro con un essere clonato dal suo stesso materiale genetico (creato dalla sua stessa madre), mentre Batman non riuscirà ad arrivare in tempo per salvarlo. Ma Damian tornerà in vita. Damian è un grande esperto di arti marziali, essendo stato allevato e addestrato dalla lega degli assassini fin dalla più tenera età e essendo anche allievo di Dick Grayson.

### Versioni alternative
- Dick Grayson e poi il figlio di Bruce Wayne, Bruce Jr., nel crossover Batman & Captain America di John Byrne.
- Bruce Wayne Jr, figlio di Batman, nelle pagine di Generazioni, storia Elseworlds di John Byrne.
- Carrie Kelley, la Robin di Batman - Il ritorno del Cavaliere Oscuro di Frank Miller, Klaus Janson e Lynn Varley, che assume l'identità di Catgirl in Batman - Il Cavaliere Oscuro colpisce ancora.
- Jubilation Lee, Passero, fusione di Robin con Jubilee degli X-Men nell'universo Amalgam.
- Redwing, il Vendicatore Meraviglioso, temporanea fusione di Robin con Arcangelo degli X-Men durante la saga Unlimited Access.
- Joker, nella saga "l'ultimo cavaliere sulla terra" scritta da Scott Snyder e disegnata da Greg Capullo il Joker veste i panni di Robin.

## Parodie
Il personaggio di Robin ha ispirato diverse parodie:
- Topin, personaggio del fumetto Ratman[4] di Leo Ortolani. Giovane spalla del protagonista che si rivelerà poi un malvagio, avendo ucciso i suoi genitori solo per rimanere orfano e poter divenire la spalla di Ratman.
- Il Ragazzo Bidet, personaggio del fumetto Le Avventure Dell'Uomo-Bagno[5] di Vito Angelo Vacca. Un ragazzo nerd e magrolino che, ispirato nel vedere il suo eroe Uomo-Bagno in azione, deciderà di vestire i panni del suo aiutante, indossando un costume molto simile a quello di Robin e rivestendo un ruolo quasi identico nella serie.
- Fallout-Boy, spalla dell'Uomo-Radioattivo, personaggio creato da Matt Groening apparso sia negli episodi della serie TV I Simpson, sia nella serie a fumetti dedicata ad esso "Radioactive Man".[6]
- Cleftboy, l'alterego di Timmy Turner, protagonista della serie animata Due fantagenitori, che grazie all'aiuto dei suoi padrini fatati riesce entrare nel mondo fumettistico del suo supereroe preferito e a coronare il suo sogno di diventar il giovane cadetto di Crimson il Mentone, per aiutarlo nella lotta al crimine a Cincinnati. Sempre a causa della magia, l'universo immaginario di Crimson e i personaggi che vi appartengono, infrangono più volte la dimensione fittizia tra il mondo "reale" di Timmy e quella del fumetto dove vengono pubblicati, ritrovandosi e interfacciandosi costantemente dall'una all'altra parte generando situazioni improbabili e surreali e complicando l'esistenza di entrambi.

## Storia editoriale
Negli anni novanta al personaggio venne dedicata prima una miniserie di cinque numeri, Robin (vol. 1), scritta da Chuck Dixon e disegnata da Tom Lyle e poi, dal 1993, una serie regolare, Robin (vol. 2) pubblicata fino al 2009.

## Controversie
La figura del giovane adolescente che si accompagna a un adulto, entrambi vestiti con costumi che ne nascondono le vere identità, fu uno dei punti più criticati durante la campagna del dottor Fredric Wertham contro i supereroi a fumetti e che portò all'introduzione del Comics Code Authority, un codice di autoregolamentazione degli editori di fumetti.

## Altri media
Così come Batman, anche Robin ha avuto le sue presenze in prodotti per altri media, come radio, cinema, televisione.

### Radio
Negli spettacoli radiofonici dedicati a Superman trasmessi tra il 1945 e il 1949, la coppia Batman/Robin era spesso ospite, con Ronald Liss che prestava la sua voce a Robin.

### Cinema
- Nei serial cinematografici prodotti dalla Columbia Pictures negli anni quaranta, Robin era interpretato da Douglas Croft nel 1943 (Batman) e da Johnny Duncan nel 1949 (Batman & Robin).
- Il personaggio compare nei lungometraggi: Batman Forever e Batman & Robin. Al termine di Il cavaliere oscuro - Il ritorno si scopre che il vero nome di John Blake, un poliziotto che eredita la Batcaverna, è Robin: questo personaggio è stato creato appositamente per il film, tuttavia presenta caratteristiche estrapolate da alcuni personaggi che hanno vestito i panni del personaggio: ha scoperto la vera identità di Batman servendosi del proprio intuito, come Tim Drake; infine ha lavorato per alcuni anni come poliziotto ed è orfano, come Dick Grayson.
- È stato confermato il film di The Brave and the Bold, in cui torneranno sul grande schermo Batman e Robin, Damian Wayne, come parte del piano di 10 anni per il DCU.

### Televisione

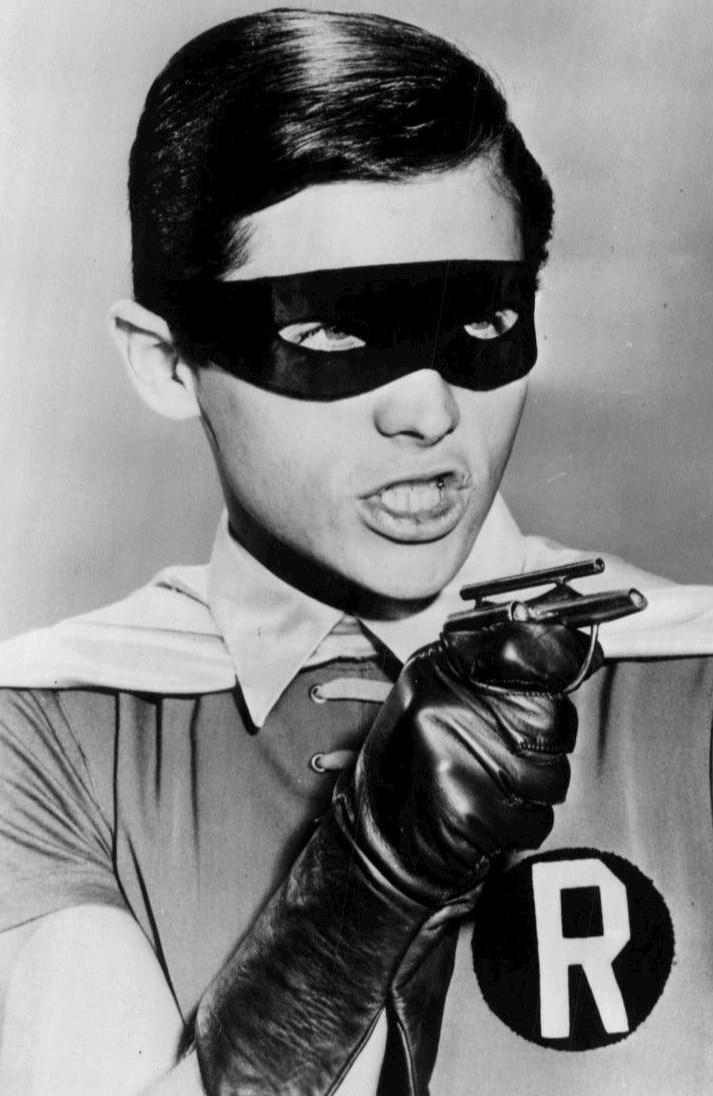
Burt Ward nei panni di Robin nella serie televisiva degli anni sessanta Batman

Tra gli anni settanta e gli ottanta vennero poi realizzati alcuni serial animati, prodotti, per conto della DC Comics, dalla Filmnation e da Hanna-Barbera Productions, in cui erano presenti alcuni personaggi del cosmo DC. Tra questi anche Robin, la cui voce era quella di Casey Kasem o, in alcuni casi, Burt Ward.

#### Serie televisive
- Batman: il personaggio è interpretato da Burt Ward.
- Titans: il personaggio è interpretato da Brenton Thwaites.

#### Serie animate

Robin nella seria animata Teen Titans GO!

- Batman: nelle prime tre stagioni (1992-1995) la voce di Robin fu di Loren Lester, nella stagione successiva (1997-1999), ribattezzata The new Batman adventures  (o in italiano Batman: il cavaliere della notte) il doppiatore di Robin, in questo caso Tim Drake, è Mathew Valencia. Nel doppiaggio italiano sia Dick Grayson che Tim Drake sono stati doppiati da Davide Garbolino (Dick Grayson che è diventato poi Nigthwing nella stagione finale, è doppiato da Simone D'Andrea), il quale ha doppiato Drake anche nelle scene flashback del film Batman of the future - Il ritorno del Joker e Grayson nella serie animata The Batman del 2004.
- Teen Titans e Teen Titans Go!: Robin ha la voce di Scott Menville, mentre in italiano da Alessio De Filippis. In un episodio il gruppo si troverà in un universo alternativo, in cui il nome di Robin è Nosyarg Kcid, ovvero Dick Grayson al contrario.

### Videogiochi
Robin appare nei seguenti videogiochi:
- Batman, sviluppato da Ocean Software (1986) (Dick Grayson)
- The Adventures of Batman and Robin, sviluppato da Konami, Clockwork Tortoise e Novotrade (1994) (Dick Grayson)
- Batman Forever, sviluppato da Acclaim Cheltenham (1996) (Dick Grayson)
- Batman & Robin, sviluppato da Probe Entertainment e Tiger Electronics (1998) (Dick Grayson)
- Batman: Chaos in Gotham, sviluppato da Ubisoft (2001) (Tim Drake)
- Batman: Gotham City Racer, sviluppato da Sinister Games (2001) (Tim Drake)
- Batman: Vengeance, sviluppato da Ubisoft (2001) (Tim Drake) (solo nella versione per Game Boy Advance)
- Batman: Dark Tomorrow, sviluppato da HotGen (2003) (Tim Drake)
- Batman: Justice Unbalanced (2003) (Tim Drake)
- Batman: Toxic Chill (2003) (Tim Drake)
- Batman: Rise of Sin Tzu, sviluppato da Ubisoft Montréal (2003) (Tim Drake)
- LEGO Batman: Il videogioco, sviluppato da Traveller's Tales (2008) (Tim Drake)
- Batman: The Brave and the Bold, sviluppato da WayForward Technologies (2010) (Tim Drake)
- DC Universe Online, sviluppato da Sony (2011) (Tim Drake)
- Batman: Arkham City, sviluppato da Rocksteady Studios (2011) (Tim Drake)
- LEGO Batman 2: DC Super Heroes, sviluppato da Traveller's Tales (2012) (Tim Drake e Damian Wayne)
- Batman: Arkham Origins, sviluppato da WB Games Montréal (2013) (Dick Grayson) (modalità multiplayer)
- LEGO Batman 3: Gotham e oltre, sviluppato da Traveller's Tales e Feral Interactive (2014) (Tim Drake)
- LEGO Dimensions, sviluppato da Traveller's Tales e Warner Bros. Incteractive (2015) (Tim Drake e Dick Grayson)
- Batman: Arkham Knight, sviluppato da Rocksteady Studios (2015) (Tim Drake)
- Injustice 2, sviluppato da NetherRealm Studios (2017) (Damian Wayne)
- Gotham Knights, sviluppato da WB Games Montréal (2022) (Tim Drake)

## Accoglienza
Nel maggio 2011, IGN ha classificato Dick Grayson al numero 11 nella lista dei "100 migliori eroi dei fumetti di tutti i tempi". Nel 2013, Comics Alliance ha classificato Grayson come Nightwing al primo posto nella lista dei "50 personaggi maschili più sexy dei fumetti".
Ancora nel 2011, Tim Drake, il terzo Robin, si è classificato al numero 32 nella lista dei "100 migliori eroi dei fumetti di tutti i tempi" di IGN.